# Toshiki Hommyō
Toshiki Hommyō (japanisch 本明 利樹 Hommyō Toshiki; * 1. Mai 1970 in der Präfektur Iwate) ist ein ehemaliger japanischer Fußballspieler.

## Karriere
Hommyō erlernte das Fußballspielen in der Schulmannschaft der Ofunato High School sowie in der Universitätsmannschaft der Juntendō-Universität. Hommyō begann seine Karriere 1993 bei Tohoku Electric Power (Brummell Sendai). 1994 feierte er mit dem Verein die Drittligameisterschaft und den Aufstieg in die zweite Liga. Für dem Verein bestritt er 66 Zweitligaspiele und schoss dabei zwei Tore. 1998 beendete er seine Karriere als Fußballspieler.